# Manafon

Vista de Manafon.

Manafon é uma comunidade localizada no condado de Powys, Gales; estando a 126.2 km de Cardife e a 249.9 km  Londres. Em 2011, sua população era de 294 com 18,4% deles aptos a falar galês.